# Balver Höhle

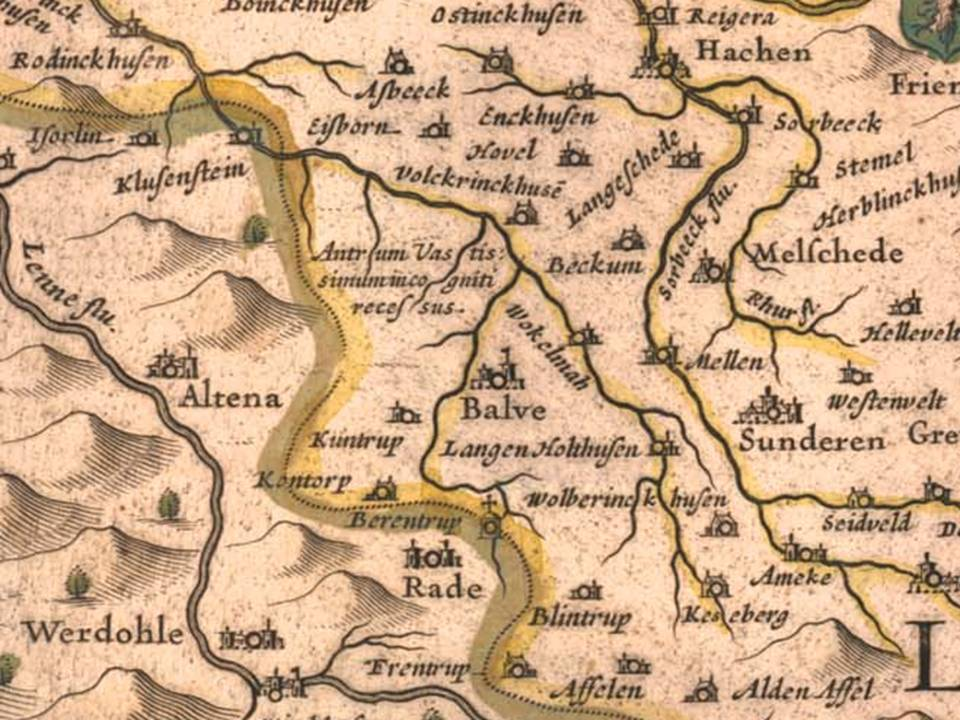
Hönnetal 1645 – Kartenausschnitt aus Westphalia Ducatus, Blaeu. Beschreibung zum Hönnetal: „Antrum vastissimum incogniti recessus“ (etwa: ‚wüste Höhle‘, ‚unerforschte Abgründe‘)

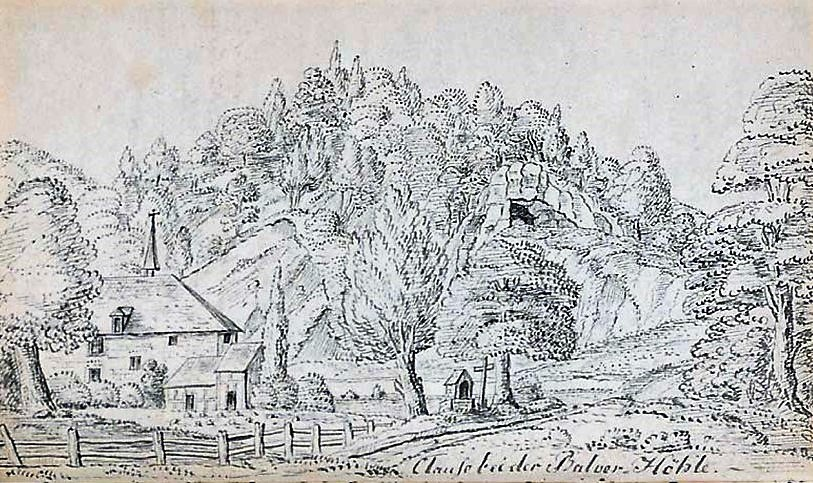
Friedrich C.D. von und zu Brenken 1821 – Balver Höhle vor der Freilegung. Älteste bekannte Abbildung. Links die ehemalige Klause (heute Farben Nitsche)

Balver Höhle um 1840 (L.Schücking, F. Freiligrath in Das malerische und romantische Westphalen)

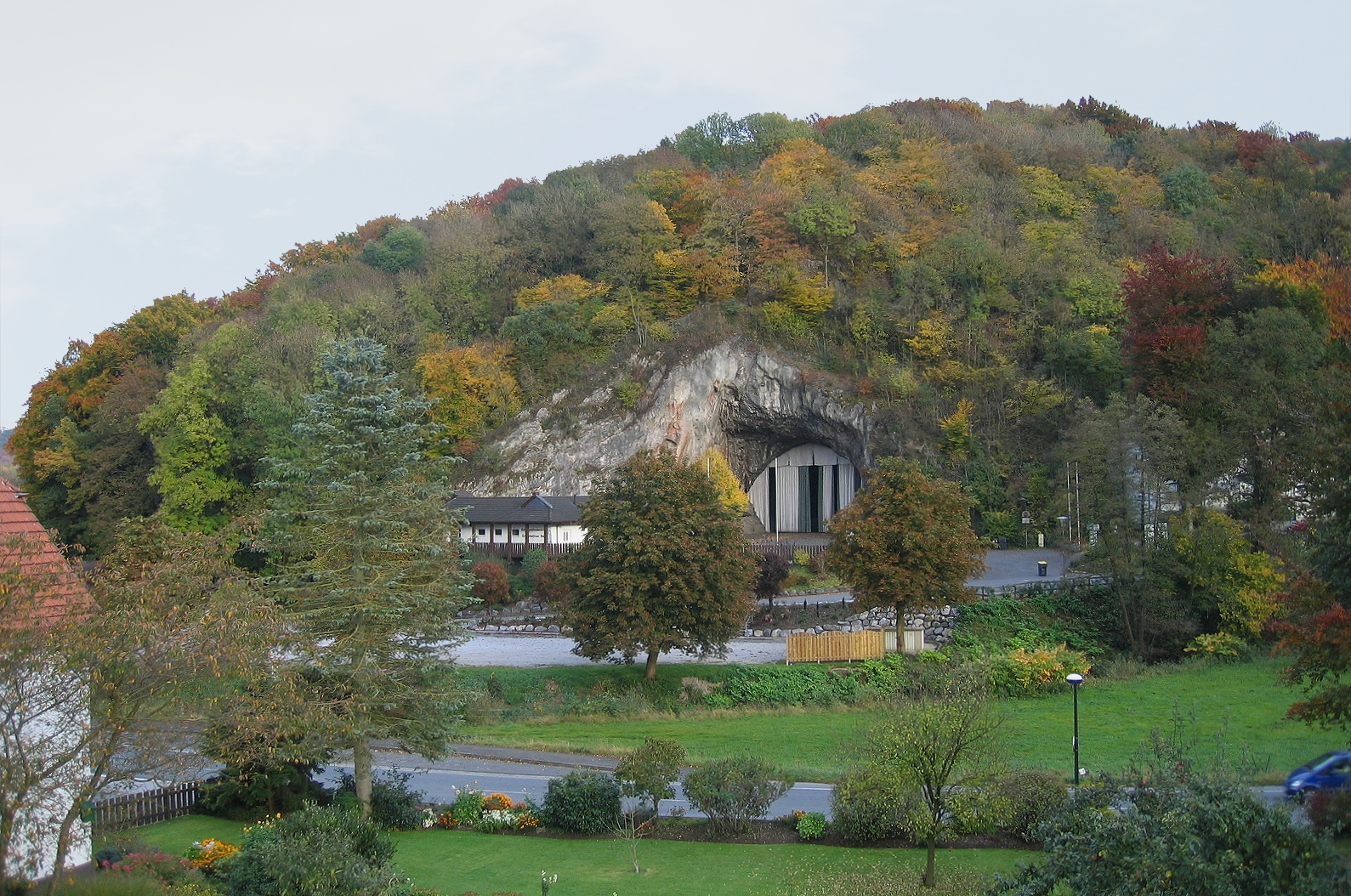
Die Balver Höhle (2008)

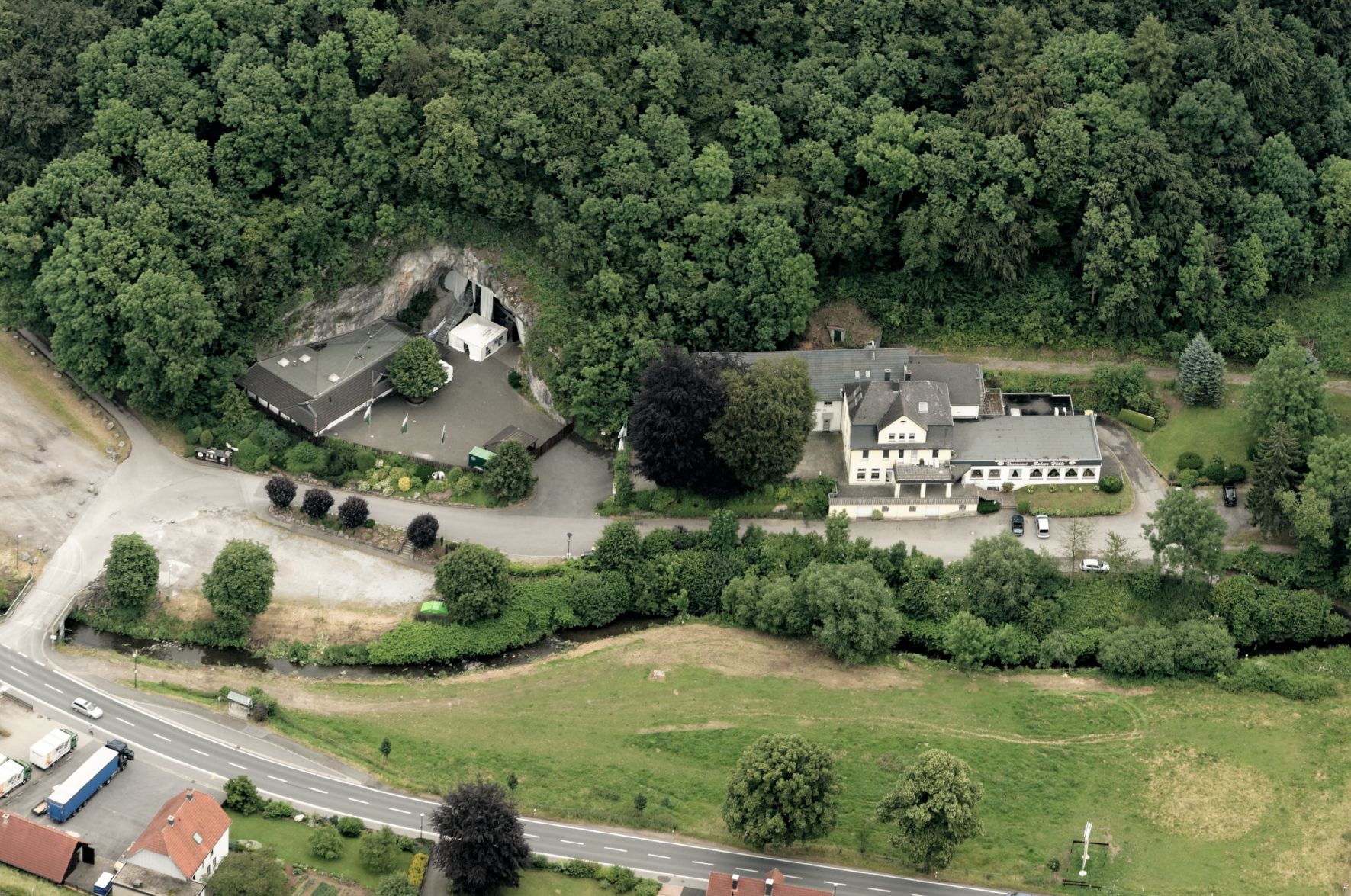
Luftaufnahme (2014)

Die Balver Höhle ist eine im Hönnetal bei Balve in Nordrhein-Westfalen gelegene Karsthöhle, die für kulturelle Veranstaltungen genutzt wird. Dem gut erforschten archäologischen Fundmaterial zufolge ist die Höhle einer der wichtigsten Fundplätze der Kulturen der Mittleren Altsteinzeit in Europa (daher die Bezeichnung „Kulturhöhle“). Der Vorplatz zur Höhle besteht aus ausgeräumten Sedimenten.

## Beschreibung
Die Höhle besteht aus einer großen tunnelförmigen Halle mit zwei davon abzweigenden Nebenarmen. Sie tragen die Namen zweier Wissenschaftler: des Geologen Ernst Heinrich von Dechen und des Anatomen und Naturforschers Rudolf Virchow. Einer der Nebenarme hat zwei Seitengänge, die zur Oberfläche führen. Die Höhle reicht 70 Meter in den Felsen hinein. An der höchsten Stelle nahe dem Eingang ist sie zwölf Meter hoch (gemessen vom derzeitigen Niveau) und an der breitesten Stelle im Inneren 18 Meter breit. Um die Höhenverhältnisse auszugleichen, wurde im Inneren eine circa 15 Meter breite dreistufige Treppe angelegt.

## Entstehung
Die Höhle liegt im Massenkalk des Oberen Mitteldevons. Sie entstand durch Karstverwitterung während der Kreidezeit und des Tertiärs.
Eindeutige Erklärungen zur Entstehung des Tonnengewölbes fehlen bislang. Eine Vermutung geht davon aus, dass im Verlauf der letzten Eiszeit (Pleistozän) große Bereiche durch Frostsprengung aus der Decke gelöst wurden.
Die nächstliegende Annahme ist, dass durch zwei Nebenarme der Höhle, sogenannte Einstrudelungskanäle, periodisch jahrtausendelang Oberflächenwasser von umliegenden Höhen und Hochebenen in das Höhleninnere strömte. Lockergestein sei dabei durch das Wasser gelöst und zerrieben und die Seitenwände hierdurch abgeschmirgelt worden. Gleichzeitig sei es zur Abschwemmung von Erosionsschutt gekommen. Schmirgel- und Schrammspuren seien noch heute an den Höhlenwänden zu erkennen. Dieser Ansatz ist vor dem Hintergrund plausibel, dass die umliegenden Höhenzüge vor etwa 800.000 Jahren eine Höhe von etwa 1000 m hatten, das Talniveau aber in etwa heutiges Niveau hatte.
Möglicherweise entstand das Tonnengewölbe durch die Einwirkung von Wasser und Erosion bis zum Beginn der Weichsel-Eiszeit. Es füllte sich in der Folgezeit mit Sediment, vor allem Höhlenlehm, auf. In der Höhle entstanden über den Sedimenten mehrere Sinterschichten, die sich noch heute an den Höhlenwänden abzeichnen.

## Geschichte
In den Höhlenablagerungen wurden nicht nur prähistorische, sondern auch früh- und hochmittelalterliche Keramikscherben entdeckt. Die Höhle war zu dieser Zeit folglich begehbar. 1690 wurde sie erstmals urkundlich erwähnt. In der Karte Westfalens von 1645 findet sich lediglich ein unspezifischer Vermerk auf Latein Antrum vastissimum incogniti recessus (etwa: ‚wüste Höhle‘, ‚unerforschte Abgründe‘).
Ursprünglich versperrten rund 15 Meter hohe Sedimente, die fast bis zur Höhlendecke reichten, das Portal. Der Zugang in das Gewölbe und zu den hinteren Nebenarmen war demnach beschwerlich. Diese Sedimente wurden durch Balver Landwirte, die ihre besondere Eignung für Düngezwecke erkannt hatten, nahezu vollständig ausgeräumt und auf den umliegenden Feldern verteilt. Viele wertvolle archäologische Relikte wurden deshalb später offen auf den umgebenden Feldern liegend gefunden. Heimatforscher in Balve (u. a. Heinrich Falke und Josef Pütter) spezialisierten sich auf diese Fundquelle.
In der ersten Hälfte des 18. Jahrhunderts richteten die Stadtväter zur Stärkung der Gemeindefinanzen eine „Höhlenkasse“ ein. Der Preis für eine Fuhre Lehm kletterte auf den damals hohen Preis von 1,50 Mark. Der Lehmberg war damit in wenigen Jahren abgetragen, die Sperre zum Höhleninneren aufgehoben. Um das Jahr 1840 war die Höhle weitgehend geräumt, wie der sorgfältig gearbeitete Stich in Das malerische und romantische Westfalen von Levin Schücking und Ferdinand Freiligrath aus dem Jahr 1841 belegt.
Im Zweiten Weltkrieg richteten Einbauten für einen Rüstungsbetrieb in dem bis dahin im Wesentlichen naturbelassenen Höhleninneren viel Schaden an. Die Gothaer Waggonfabrik, die mit dem Bau von Flugzeugen (darunter auch Nurflügler) beschäftigt war, richtete mit Kriegsgefangenen und Zwangsarbeitern – überwiegend russische und französische Frauen, die im Lager Sanssouci unter unwürdigen Bedingungen untergebracht waren – im Jahr 1944 in der Höhle einen „bombensicheren“ Zulieferbetrieb ein. Die Höhle wurde zu diesem Zweck zugemauert. Ein Verbindungstrakt zum Verwaltungsgebäude (heute Haus Sauer) wurde gegraben.
Unter der britischen Militärregierung drohte die Sprengung der Höhle. Sie konnte mit Hinweis auf die hohe archäologische Bedeutung der Höhle – vielleicht aber auch aus Einsicht in den fraglichen Erfolg – buchstäblich in letzter Minute abgewendet werden.
1997 wurde mit Mitteln des Landes Nordrhein-Westfalen der Dechenarm konserviert und befestigt.

## Erforschung
Im Jahr 1815 wurde die Höhle erstmals „auf ihren Zustand hin“ untersucht und grob vermessen. Im Jahr 1843 führten die Bergämter Bonn und Siegen erste Schürfungen durch. Um 1844 begann Bergwerksdirektor Noeggerath mit ersten Grabungen. Mit der Entdeckung des Neandertalers (1856, Johann Carl Fuhlrott) wuchs auch das Interesse verschiedener Experten an den Höhlen im Hönnetal. Dutzende Geologen, Archäologen, Biologen, Prähistoriker, Hobbyforscher schürften oder gruben auf der Suche nach „neuen Erkenntnissen“. Es wurde gesammelt und registriert, was für das jeweilige Fachgebiet von Bedeutung war. Berichte in Fachzeitschriften und Zeitungen weckten die Neugier jener, die „alte Steine und Knochen“ für Privatsammlungen suchten und vermarkten wollten. Der Schaden durch die „Wühlarbeit“ von Hobbyarchäologen in den Höhlen des Hönnetales ist nicht abzuschätzen.
Dokumentierte Erkundungen wurden 1870 im linken Nebenarm durch Rudolf Virchow, im rechten mit zwei Seitengängen im Jahr 1871 durch Heinrich von Dechen Grabungen durchgeführt. Umfangreiche Grabungen erfolgten in den 1920er Jahren durch den Geologen Julius Andree und 1938 durch den Lehrer Bernhard Bahnschulte. Diese Grabungen entsprachen nicht heutigen wissenschaftlichen Standards der Archäologie. Lediglich die Grabung von Bahnschulte lieferte Erkenntnisse, die noch heute nachprüfbar sind.
Bei Schürfgrabungen entdeckte H. Werli im Jahr 1938 die Spitze eines elfenbeinernen Gebildes, das ein Jahr später Bahnschulte freilegte (Länge 4,4 m). Restauratoren rekonstruierten die ursprüngliche Größe und Form des Fundes. Das Ergebnis waren Nachbildungen von 4,2 bzw. 4,4 m Länge, die in Münster und Balve ausgestellt wurden. Die fossilen Originale gingen im Zweiten Weltkrieg verloren. Seit 2003 weiß man, dass es sich um den Stoßzahn eines Waldelefanten handeln könnte, da die für Mammuts typische Krümmung des Zahnes nach innen fehlt. Mammuts hingegen hatten keine Stoßzähne, sondern nutzten ihre Zähne, um die Bodenoberfläche nach Nahrung aufzuwühlen. In den 1950er Jahren untersuchte der Archäologe Klaus Günther die Höhle, um Grabungsergebnisse aus dem Jahr 1938 zu überprüfen. Dies war die erste systematische wissenschaftliche Grabung. Im Jahr 2002 wurden vom Westfälischen Amt für Bodendenkmalpflege – Außenstelle Olpe (Michael Baales) – wissenschaftliche Sondagen (d. h. Probeschnitt oder Grabungssondage) und Grabungen in der Höhle durchgeführt. Diese Untersuchungen bezogen erstmals auch den bisher nicht untersuchten Vorplatz ein, der aus aufgeschütteten Sedimenten besteht, die teilweise auch von Menschen verursacht wurden, als diese die Höhle „untersuchten“ oder nutzbar machen wollten.
Die archäologischen Grabungen erbrachten neben Steinartefakten zahllose Knochenreste eiszeitlicher Tiere, darunter Mammut, Wollnashorn und Rentier, sowie Tausende Steinartefakte. Anhand der Grabungsbefunde ergeben sich wertvolle Rückschlüsse auf das Klima während der Eiszeit, der Lebensweise steinzeitlicher Menschen und ihre Ernährung. Das umfangreiche lithische Fundmaterial wurde im Rahmen von zwei Dissertationen durch Klaus Günther und Gerhard Bosinski 1964 sowie 1967 aufgearbeitet.
Auch menschliche Skelettreste wurden in der Höhle entdeckt. Ein kleines Schädelfragment, das nachträglich in den unhorizontierten Funden entdeckt werden konnte, wurde 2003 durch Radiocarbonanalysen auf ein Alter von 10.400 Jahren datiert. Zusammen mit den in Hagen im Jahre 2004 in der Blätterhöhle entdeckten Skelettresten aus dem frühen Mesolithikum handelt es sich um den ältesten Nachweis moderner Menschen in Westfalen.

## Archäologie
Seit dem Mittleren Pleistozän diente die Höhle einer frühen Art des Höhlenbären (Ursus deningeri) als Versteck. Die Nutzung durch den frühen Menschen setzte der stratigraphischen Abfolge nach in der ausgehenden Eem-Warmzeit ein, somit zu Beginn des Jungpleistozäns oder zur Zeit des Neanderthalers (Mittleren Altsteinzeit). Während dieser Zeit scheint die Höhle erstmals auch von Höhlenhyänen als Bau benutzt worden zu sein. Während der Weichsel-Eiszeit wurde die Höhle weiterhin als Rückzugsort genutzt. Zahlreiche Reste von Beutetieren wie Wollnashörner, Wollhaarmammuts und Hirsche wurden ebenfalls in der Höhle gefunden. Wie intensiv die Höhle in der Weichsel-Eiszeit von Menschen genutzt wurde, ergaben seit den 1920er-Jahren mehrere archäologische Untersuchungen. Zu dieser Zeit waren jedoch weite Teile der Höhle bereits ausgeräumt. Die oberen Fundschichten in der Höhle, die aus der Jüngeren Altsteinzeit über die Mittelsteinzeit bis zur vorrömischen Eisenzeit stammten, wurden bereits im 19. Jahrhundert zerstört; die fundhaltigen Sedimente gelangten als Dünger auf die umliegenden Felder.
Tiefe Grabungsschnitte im Eingangsbereich der Höhle (vornehmlich im Jahre 1939 unter Bernhard Bahnschulte) erschlossen die Schichten von mehr als sieben Wohnphasen aus der mittleren Altsteinzeit. Sie setzten mit dem späten Acheuléen vor rund 100.000 Jahren ein und reichten über das entwickelte Micoquien vor rund 75.000 Jahren bis zum Moustérien vor rund 40.000 Jahren.
In den Fundinventaren aus dem älteren Abschnitt der Weichsel-Eiszeit lassen sich nach eingehenden wissenschaftlichen Untersuchungen bestimmte Techniken erkennen. Sie geben Hinweise auf Entwicklungsstufen und eine Besiedlung durch Menschengruppen, die unterschiedliche Techniken bei der Bearbeitung von Steinwerkzeugen benutzten. In den letzten Jahren konnten durch neuere Forschungen auch zahlreiche Werkzeuge aus Knochen und Mammutelfenbein in den alten Grabungsfunden festgestellt werden. Leider wurden die Knochenfunde bei der Grabung im Jahre 1939 nicht sorgfältig eingemessen, beschriftet und den jeweiligen Fundschichten zugeordnet.
In der Nachbarschaft zur Balver Höhle fand sich in der Volkringhausener Höhle im Hönnetal neben Steinwerkzeugen aus dem Mittelpaläolithikum auch ein kleines Inventar mit typischen Steinwerkzeugen aus dem frühen Jungpaläolithikum. Derartige Funde aus der Zeit vor dem Beginn des Hochglazial der Weichsel-Eiszeit vor 24.000 Jahren, weite Teile Nordwesteuropas waren für rund 10.000 Jahre für den Menschen nicht bewohnbar, sind in Westfalen selten. In diesem Hochglazial fehlten auch Hyänen und Höhlenbären in Norddeutschland. Als das Klima wärmer wurde, besiedelten Menschen erneut die Höhle, die Höhlenhyäne und der Höhlenbär kamen allerdings nicht mehr vor.
Im direkten Umfeld der Höhle befand sich auf einer Flussterrasse der Hönne ein mittelsteinzeitlicher Freilandfundplatz. Auch in der Balver Höhle wurden typische Steinwerkzeuge und auch ein Teil eines menschlichen Schädeldaches aus dem frühen Mesolithikum entdeckt.
Am Eingang des sich im mittleren und unteren Teil wie ein Canyon verengenden Hönnetals in Balve gelegen, besaß die große Höhle anscheinend eine besondere Anziehungskraft auf die alt- und mittelsteinzeitlichen Jäger. Im Hönnetal sowie im benachbarten Lennetal befinden sich zahlreiche weitere steinzeitliche Fundplätze in Höhlen und Felsabris.
Besonders intensiv war in der Region auch die Nutzung von Höhlen in den vorrömischen Metallzeiten. Während der Eisenzeit kam es zu kultischen Handlungen, die unter anderem auch mit Begräbnisriten im Zusammenhang standen. Ob es dabei auch, wie für andere Höhlen im Hönnetal vermutet, zu kannibalistischen Handlungen kam, wie im 19. Jahrhundert behauptet und bis heute von Hobby-Heimatforschern spekuliert wird, ist nach dem gegenwärtigen Stand der wissenschaftlichen Forschung nicht festzustellen und entbehrt jeder wissenschaftlichen Grundlage.
Die zahlreichen Fundplätze belegen eine intensive Nutzung der sauerländischen Karstlandschaft zwischen Hagen und Balve während des Mittelpaläolithikums, in der jüngeren Altsteinzeit und im Mesolithikum. Auch im Neolithikum und in den vorrömischen Metallzeiten wurden die Höhlen genutzt. Diese Situation ist in Europa mit der Schwäbischen Alb und mit der Dordogne vergleichbar.
Die archäologischen Funde aus der Balver Höhle wurden stark verstreut. Sie gelangten in mehrere Museen in Nordrhein-Westfalen sowie in einige Privatsammlungen; sie befinden sich unter anderem in den Museen in Altena, Arnsberg, Bonn, Dortmund, Iserlohn und Menden. Das Fundmaterial aus dem früheren Heimatmuseum Balve, das zahlreiche Altfunde verwahrte, befindet sich heute in dem im Jahr 2006 eröffneten Museum für Vor- und Frühgeschichte in der Luisenhütte im Balver Ortsteil Wocklum.
Der Großteil des reichhaltigen und horizontierbaren Fundmaterials aus der Höhle wird im Westfälischen Museum für Archäologie in Herne sowie im Museum für Ur- und Frühgeschichte im Wasserschloss Werdringen in Hagen verwahrt. Dort sind die Funde in einem wissenschaftlich abgesicherten Zusammenhang eingeordnet und mit zahlreichen Informationen – im Wasserschloss Werdringen sogar mit Dermoplastiken eines Mammuts, Rentiers und Wollnashorns sowie im Westfälischen Museum für Archäologie in einer eindrucksvoll inszenierten Höhlensituation – präsentiert.

## Kulturelle Nutzung

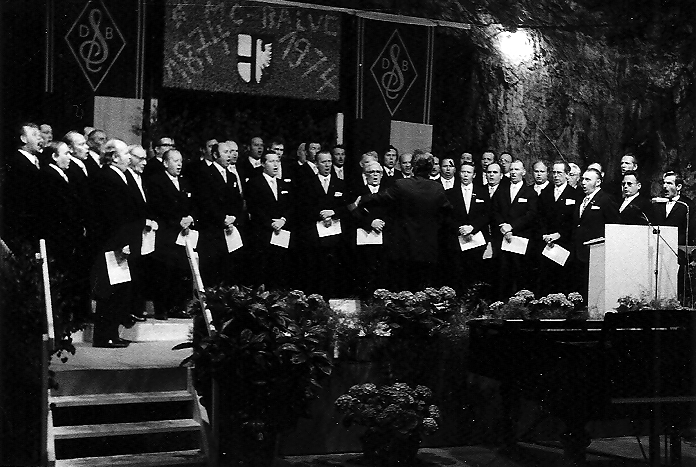
Männerchor 1874 Balve e. V. bei seinem hundertjährigen Jubiläum in der Höhle

Die Höhle wird wegen ihrer Atmosphäre schon seit dem Jahr 1922 gerne für Musik- und Theateraufführungen genutzt. So veranstaltet der Verein Festspiele Balver Höhle hier seit 1991 die Balver Märchenwochen.
Einmal jährlich findet hier traditionell das Balver Schützenfest statt. Nach der Räumung der Höhle durch Balver Landwirte im 19. Jahrhundert verlagerte sich das örtliche Schützenfest in die Höhle, die von den Balvern bis heute als wettersichere Festhalle genutzt wird. Die Stadt Balve hat die Balver Höhle an die Schützenbruderschaft St. Sebastian verpachtet. Diese verfügt über das Nutzungsrecht und organisiert die Vermietung. 
Nach 2000 nahmen im Juli 2012 Die Fantastischen Vier zum zweiten Mal ein MTV-Unplugged-Album in der Höhle auf.
Im Jahr 2005 wurde das Kindermusical Der Zauberer von Oz aufgeführt.
Seit 2006 wird die Balver Höhle auch zum Public Viewing genutzt. Am 3. Oktober 2011 führte der 9. Radio-MK-Lauf mitten durch die Höhle.
Im April 2015 diente die Höhle als Aufzeichnungslocation für die 2. Eventshow der 12. Staffel des RTL Formates Deutschland sucht den Superstar.
Außerhalb von Veranstaltungen ist die Balver Höhle nur nach Voranmeldung für Besuchergruppen zugänglich.

## Sagenhaftes
Der Name der Stadt Balve deckt sich etymologisch mit dem in der legendären Thidrekssaga überlieferten Wohnort der Zwerge (Ballofa), die Wieland das Schmiedehandwerk lehrten. Diese sollen der Sage nach in einem Berg gewohnt haben. Ballova ist der älteste überlieferte Name Balves.